# Tratado Guardia-Salazar
El Tratado Guardia-Salazar fue un tratado de amistad entre Guatemala y Costa Rica, suscrito en la ciudad de Guatemala en 1876, por el ministro Plenipotenciario de Costa Rica Tomás Guardia Gutiérrez y el plenipotenciario guatemalteco Ramón Salazar. En él se acordaba, de conformidad con la política anticlerical del Presidente guatemalteco Rufino Barrios, que Costa Rica no admitiría más miembros de la Compañía de Jesús en su territorio y haría salir de éste al pequeño grupo de jesuitas que regentaba el Colegio San Luis Gonzaga de Cartago. El gobierno de Guatemala aprobó con presteza el acuerdo, pero el de Costa Rica, cuyo Presidente Vicente Herrera Zeledón era hechura de Tomás Guardia, le dio largas, y aunque finalmente lo ratificó, se manifestó reacio a su canje. Esto agrió por completo las relaciones entre los dos países, y cuando en septiembre de 1877 Guardia asumió la presidencia de Costa Rica, Barrios se negó a reconocerlo y se rompieron los vínculos diplomáticos.
- Datos: Q6151903